# Ferrovia Avenza-Carrara
La ferrovia Avenza-Carrara era una breve linea ferroviaria che collegava il centro di Carrara con la località di Avenza, ricadente nel medesimo Comune, sulla quale era ed è ancora presente una stazione della ferrovia Genova-Pisa. Aperta all'esercizio nel 1866, la linea costituì in seguito un elemento della ferrovia Marmifera di Carrara; dalla riapertura dopo la seconda guerra mondiale nel 1945 rimase in esercizio per il traffico merci fino alla chiusura totale al traffico nel 1969. La definitiva soppressione fu sancita dal decreto del presidente della Repubblica n. 1459 del 28 dicembre 1970.

## Storia

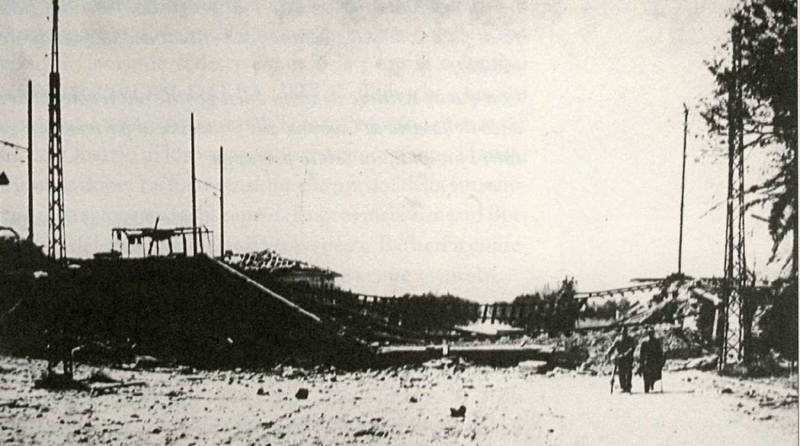
Il ponte d'Anderlino, a due arcate, abbattuto nel 1945

I lavori di costruzione della linea iniziarono il 17 luglio 1863 a seguito della legge 27 ottobre 1860, appena circa un anno dopo l'inaugurazione della stazione di Avenza.
Venne ufficialmente inaugurata e aperta al traffico passeggeri e merci il 10 settembre 1866, a cura della Società per le strade ferrate romane. Tre anni dopo la linea venne ceduta alla Società per le Ferrovie dell'Alta Italia a causa di problemi economici da parte di SFR.
Nel 1876 la stazione di Carrara San Martino divenne di diramazione, grazie all'inaugurazione di primi due tronchi della ferrovia Marmifera che si dirigeva verso le cave di marmo di Colonnata, che sfruttava il preesistente collegamento per trasferire le merci fino alla stazione di Avenza e, da qui, verso il porto di Carrara. I treni della ferrovia Marmifera viaggiavano sulla breve linea grazie ad una convenzione stipulata tra la Società Ferrovia Marmifera Privata di Carrara e le Strade Ferrate d'Alta Italia, gestore della ferrovia. Quattro anni dopo l'apertura della Marmifera, l'Ingegner Bologna, direttore di FMC, avanzò la proposta di passare la linea sotto la gestione privata di quest'ultima a causa, a suo parere, della mala gestione di SFAI.
Con le convenzioni ferroviarie del 1885 la linea venne ceduta alla Società per le Strade Ferrate del Mediterraneo per poi passare, nel 1905, alle neo costituite Ferrovie dello Stato; la convenzione venne poi riadattata per FS. Nel 1918 si ipotizzava il raddoppio della linea in quanto non era caratterizzata da forti pendenze o limitata da opere d'arte.
La linea fu interessata nella tratta dei ponti di Anderlino a due arcate da un bombardamento nel 1945 che distrusse quest'ultimo. A seguito di quest'evento i ponti furono ricostruiti, ma il traffico viaggiatori non venne più riattivato e la linea rimase attiva per il solo traffico merci fino al 29 febbraio 1969, data in cui la ferrovia venne chiusa al traffico.
La soppressione ufficiale fu sancita dal decreto del Presidente della Repubblica n. 1459 del 28 dicembre 1970, rafforzata dalla Relazione annuale delle FS nel 1971. Tuttavia, seppur soppressa da 18 anni, figurava ancora sulla mappa della rete FS riferita alle categorie di massa assiale a fine 1988 e nel 2002.

## Caratteristiche
| Unknown route-map component "exKINTa" |

| Unknown route-map component "WCONTfaq" | Unknown route-map component "exhKRZWae" | Unknown route-map component "WCONTfq" |

|  | Unknown route-map component "exBHF" + Unknown route-map component "exSTRc2" | Unknown route-map component "exCONT3" |

| 4+355    |
| (10+500) |

|  | Unknown route-map component "exABZg+1" | Unknown route-map component "exSTRc4" |

|  | Unknown route-map component "exABZgl" | Unknown route-map component "exCONTfq" |

| Unknown route-map component "WCONTfaq" | Unknown route-map component "exhKRZWae" | Unknown route-map component "WCONTfq" |

| Unknown route-map component "exSKRZ-G2o" |

| Unknown route-map component "CONTgq" | Unknown route-map component "xABZg+r" |  |

| Unknown route-map component "exCONTgq" | Unknown route-map component "eKRZo" | Unknown route-map component "exSTR+r" |

|  | Unknown route-map component "uexCONTgq" | Unknown route-map component "emKRZo" | Unknown route-map component "exmKRZ" | Unknown route-map component "uexCONTfq" |

|  | Unknown route-map component "HSTeBHF" | Unknown route-map component "exSTR" |

| 0+000     |
| (146+997) |

|  | Unknown route-map component "eKRWgl" | Unknown route-map component "exKRWg+r" |

|  |  | Continuation forward | Unknown route-map component "exSTRl" | Unknown route-map component "exCONTfq" |

La linea, esercita in DU dagli anni cinquanta, era lunga 4,355 km (o 4 460 a seconda delle misurazioni), a binario semplice a scartamento ordinario di 1435 mm elettrificato in corrente alternata trifase non convertito in corrente continua.
Il raggio di curvatura minimo era di 400 m, una pendenza uniforme del 15 per mille su 4,051 km di linea (91 %) e del 5 o meno su soli 304 m (7 %). 1,562 km erano in rettifilo, erano in curva 1,632 km con un raggio maggiore di 500 m e 1,266 con raggio uguale o inferiore a detto raggio. Le rotaie impiegate sulla linea erano di tipo leggero in ferro con attacchi fissi e rigidi alle traversine, in grado di supportare una massa assiale di 16 t/asse, 16,08 km di binari di servizio e totalmente 6,068 km.
Particolare della progressiva chilometrica era che l'origine (ossia il chilometro 0+000) era posto nella stazione di Firenze Santa Maria Novella, di conseguenza la progressiva chilometrica dell'origine vero e proprio della linea non era segnato come 0+000 da Avenza, ma 172+325,45 da Firenze, segnata anche come 147+226,05 da Pisa Centrale nella planimetria del 1º gennaio 1894 della stazione di Avenza.

### Percorso

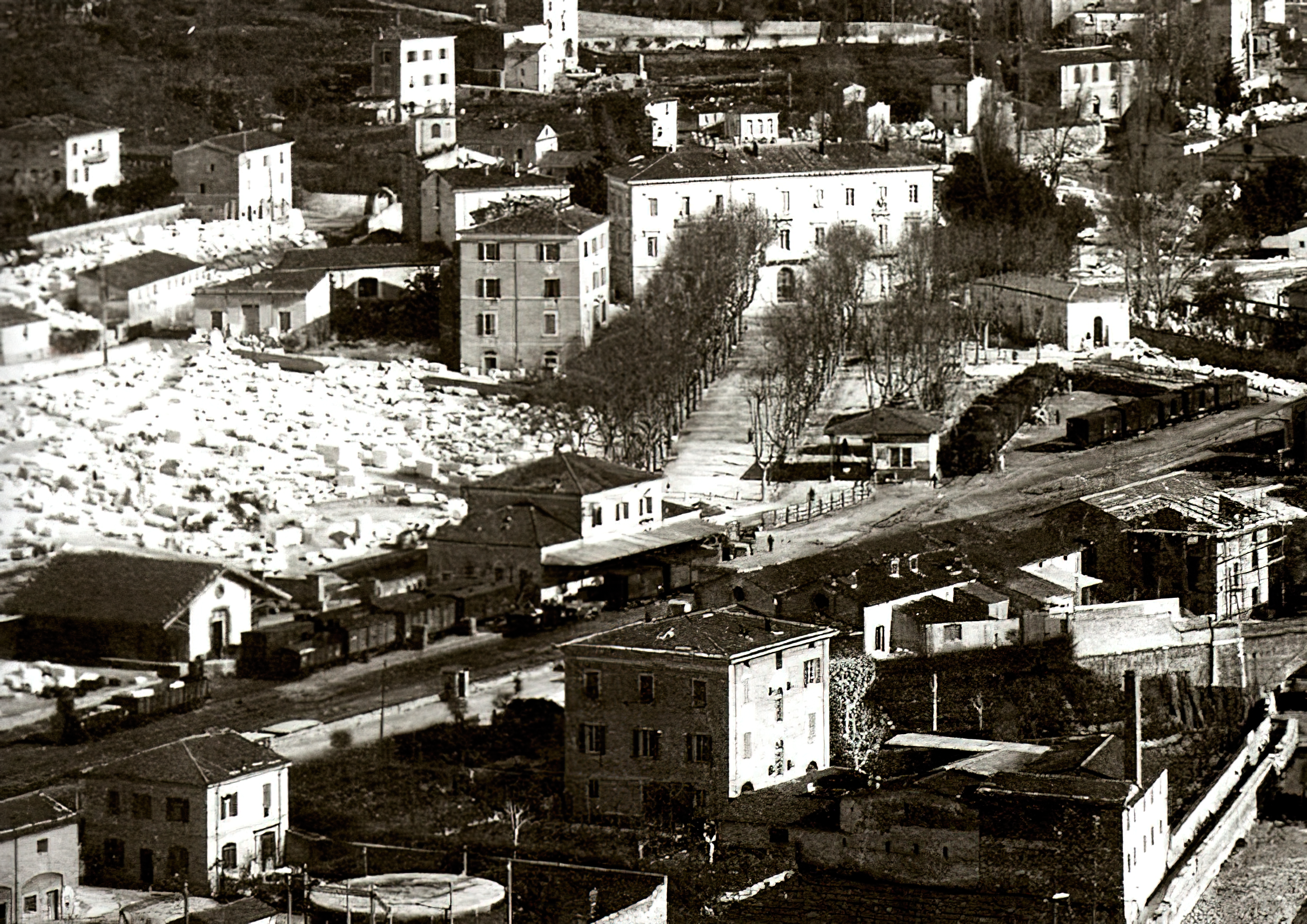
Veduta dall'alto della stazione di Carrara Città con i binari e l'area merci

La linea aveva origine dal piazzale nord della stazione di Avenza, poi denominata Carrara-Avenza e, affrontata una curva in rilevato e, scavalcata l'Aurelia con i ponti di Anderlino, puntava verso il centro della città dei marmi.
Il capolinea era ubicato presso la coeva stazione di Carrara San Martino, così chiamata dal 1939 per l'impegno profuso in tal senso dal generale carrarese Domenico Cucchiari, combattente risorgimentale che si era distinto nella battaglia di San Martino.

#### Opere d'arte
Sulla linea erano presenti complessivamente:
- 4 caselli: il primo, piuttosto malridotto, si trova nei pressi di Avenza dopo i ponti di Anderlino, il secondo si trova poco distante il primo. Esso è stato restaurato e convertito in abitazione, il terzo è posto in via Agricola e conserva ancora parte della staccionata tipica delle FS e la garitta e, infine, l'ultimo è posto a circa 500 m dalla stazione di San Martino. Questo non è stato recuperato;
- 10 ponti, compresi quello su viale XX Settembre e quelli di Anderlino, di cui due demoliti. In particolare i due ponti che scavalcano i rivi Valenza e Pino vennero costruiti nel 1864 e completati l'anno successivo con materiali provenienti da Pisa;[19]
- diversi passaggi a livello.

## Traffico
Se fu il traffico merci a caratterizzare la linea, grazie soprattutto al collegamento della ferrovia Marmifera e allo scalo di San Martino che di per sé fungeva da collettore per alcune industrie lapidee, ad esso si sommò anche, nei primi tempi di esercizio, il traffico passeggeri. Quest'ultimo nel 1933 prevedeva 4 coppie di treni misti FS che impiegavano 18 minuti a collegare le due località.
Nel 1942 sulla linea risultava circolare un treno misto di terza classe al giorno mentre dalla riapertura della linea nel 1945 alla sua chiusura nel 1969 il traffico viaggiatori venne interrotto, rimanendo solo quello merci relativo alla Marmifera e FS.

### Annotazioni
1. ↑  I ponti indicati sono i principali e più importanti della linea.

### Testi aggiuntivi
- Apertura della linea Genova-Pisa e modificazioni sul tronco Avenza-Carrara, su trenidicarta.it, 24 ottobre 1874. URL consultato il 27 agosto 2022.
- Adriano Betti Carboncini, Alpi Apuane. Ricordo delle ferrovie marmifere, Firenze, Pegaso, 2012, ISBN 978-88-95248-39-4.
- Adriano Betti Carboncini, I treni del marmo. Ferrovie e tranvie della Versilia e delle Alpi Apuane, ETR, Salò, 1984, ISBN 88-85068-10-3.
- Comune di Carrara e Assessorato pubblica istruzione e biblioteca, Inventario dell'archivio della ferrovia Marmifera Privata di Carrara, Tomo I, a cura di Paola Bianchi e Laura Ricci, Carrara, biblioteca civica, 2001.
  -  Società della Ferrovia Marmifera Privata di Carrara, Convenzione con la Società delle Ferrovie dell'Alta Italia per il trasporto dei marmi dalle cave alla stazione di Avenza, 27 aprile 1876.
  -  Società della Ferrovia Marmifera Privata di Carrara, Appunti sulla convenienza di riunire alla Ferrovia Marmifera il tronco di ferrovia pubblica Carrara-Avenza, 18 febbraio 1884.
- Daniele Canali, La Ferrovia Marmifera di Carrara, Massa, Società Editrice Apuana, 1995, ISBN non esistente.
- Elena Tarabella, La ferrovia marmifera privata di Carrara, Pisa, Università di Pisa, 1986.
- Stamperia reale, Raccolta ufficiale delle leggi e dei decreti del Regno d'Italia, Torino, 1866.
- Tipografi della Camera dei Deputati, Ministero dei lavori pubblici e Stefano Jacini, L'amministrazione dei lavori pubblici in Italia dal 1860 al 1867, Firenze, 1867.